# Psicopedagogía Estratégico Interaccional
Psicopedagogía Estratégico Interaccional (PEI) es un modelo sistémico  y constructivista y psicopedagógico  de abordaje de problemas escolares  creado para resolverlos en un lapso breve y con resultados duraderos.

## Características
Es un modelo estratégico. Se focaliza en la persona que está más preocupada por el problema escolar, es decir, que da cuenta de la dificultad.  Es por eso, que ella se encontrará en condiciones para colaborar en la intervención planificada para resolver el conflicto.
Es un modelo interaccional. Considera que los problemas escolares son producto de la relación y comunicación de los niños con los objetos de aprendizaje o entre las personas (niño-docente-padres).

## Fundamentos teóricos
Pensamiento sistémico.  Considera que un sistema está compuesto por diferentes partes que se relacionan e influyen entre sí. Por lo tanto un cambio en una de sus partes generará un cambio en las demás. En este sentido, los adultos que forman parte del proceso de aprendizaje de los niños pueden ser vistos como diferentes sistemas. Por ejemplo, en una familia los padres pueden ser vistos como partes (subsistema) de un sistema.
La formulación de Lev Vygotski. Define a la zona de desarrollo próximo (ZDP) como «la distancia entre el nivel actual de desarrollo, determinado por la capacidad resolver independientemente un problema y el nivel de desarrollo potencial, determinado a través de la resolución de un problema bajo la guía del adulto o en colaboración con otro compañero más capaz».

## Definición de tratamiento.  Relación con los problemas escolares
El Tratamiento psicopedagógico es una instancia posterior al proceso de evaluación psicopedagógica y es una de las intervenciones posibles para resolver problemas escolares o Dificultades del aprendizaje. En este sentido, la clasificación propuesta es la siguiente:.
- Problemas interaccionales: se manifiestan en la conducta del niño en la escuela o en la casa y la escuela al mismo tiempo. Incluimos trastornos de conducta donde se ve agresión, inhibición, distracción, desinterés, pasividad, falta de integración al grupo de pares, problemas para aceptar límites, etc. Estos problemas, se mantienen como consecuencia de las soluciones intentadas por las personas, para hacer frente al problema. De esta manera se generan circuitos de comunicación disfuncionales.
- Problemas cognitivos: se generan y se mantienen por un déficit en el nivel cognitivo. Se manifiestan en el aprendizaje de los contenidos escolares por no adquisición de esos conocimientos o por lentificación de esa adquisición. Las consultas más comunes son por dificultades en el área de lengua y en área de matemática.
- Problemas mixtos: se generan y mantienen por factores cognitivos e interaccionales. Las dificultades se manifiestan en las dos áreas, conductual y cognitiva.

## Objetivos
En el PEI los objetivos terapéuticos se establecen entre los adultos intervinientes para lograr acuerdos básicos (meta mínima), entre los adultos y el niño, a través de la aplicación de diversas estrategias y procedimientos. Nos encontramos con objetivos:
- Interaccionales: apuntan a modificar interacciones disfuncionales que se establecen entre el niño y el adultos o entre pares.
- Cognitivos: están orientados a lograr la significación de los objetos de conocimientos, entre ellos, los contenidos escolares y permite avanzar dentro de la ZDP en las áreas donde se ha corroborado mayor dificultad.

Tanto los objetivos interaccionales como cognitivos pueden ser generales y específicos.

## Etapas del tratamiento

### Primera etapa
Se comunica al adulto responsable (padres, madre o padre) y al niño en qué consiste (objetivos y actividades) el tratamiento psicopedagógico, qué actitudes se espera de los adultos (de acuerdo a las posibilidades de cada uno) que acompañan al sujeto en el proceso de enseñanza y aprendizaje (padres; madre o padre y docentes). Se establece un tiempo aproximado de duración del tratamiento en función a los objetivos planteados. Se hace hincapié en el aspecto interaccional del problema, más allá de que éste sea mixto o cognitivo. Los problemas mixtos requieren mucho trabajo sobre cuestiones como desinterés, agresividad, timidez, entre otros. Si el problema es solamente cognitivo se apunta a trabajar sobre los esquemas de conocimientos insuficientes del niño para que logre apropiarse de contenidos escolares. Es relevante que el niño entienda el o los motivos por los cuales asiste a tratamiento. Si no ha sido suficiente la explicación de sus padres, el psicopedagogo debe responsabilizarse de que el niño lo comprenda.

### Segunda Etapa
Se aborda con los padres y docentes el planteamiento de estrategias diferentes a las planteadas hasta el momento, para lograr los objetivos acordados y planificados.
Si no es necesario proponer nuevos pasos a seguir, se debe explicitar a los padres y docentes el vínculo entre los cambios de ellos y los del niño. Se evaluarán las actitudes de los adultos que son positivas para los avances del niño. La función del psicopedagogo consiste en mencionar la importancia de estas actitudes para que su aplicación por parte de los adultos deje de ser excepcional y se convierta en cotidiana. Con el niño, se continúa interviniendo de acuerdo con las estrategias que han resultado exitosas sobre el aspecto interaccional y se sigue abordando el aspecto cognitivo.

### Tercera etapa
Los objetivos con respecto a la conducta del niño se van cumpliendo y las mejorías se van manteniendo en el tiempo. Por lo tanto las estrategias utilizadas por los adultos pueden pasar a formar parte de modos posibles para desenvolverse frente a una situación. Los niños empiezan a comportarse independientemente de las respuestas de los adultos porque que existe una internalización de los aprendido; que en un primer momento fue provisto por el exterior. Por otro lado, es importante reflexionar con los niños los cambios alcanzados hasta el momento y los beneficios de los mismos.

### Etapa final del PEI
Para finalizar se hace referencia a tres conceptos que se refieren a este momento final del tratamiento:
- Seguimiento: En función a cada caso particular puede darse con una frecuencia quincenal, cada tres semanas o mensual, hasta el momento en que pueda prescindirse totalmente del tratamiento.
- Alta: Sucede cuando todos los que intervienen en el proceso de enseñanza y aprendizaje del niño poseen y saben, cuándo y cómo, aplicar las herramientas para ayudarlo y pueden hacerlo sin la intervención del psicopedagogo.
- Baja: Esta situación se da cuando los objetivos del tratamiento no se han cumplido y se finaliza el mismo, ya que las familias no pueden respetar pautas de encuadre, no pueden asistir más al tratamiento u otra razón de índole diversa.